# Paraceratherium
Cet article concerne l'animal. Pour l'article sur l'album portant l'un des noms synonymes du taxon, voir Baluchitherium (album).
Genre
Espèces de rang inférieur
- † P. bugtiense (type) (Pilgrim, 1908)
- † P. transouralicum (Pavlova, 1922)
- † P. huangheense Li et al., 2017
- † P. linxiaense Deng et al., 2021

Synonymes
Paraceratherium est un genre éteint de rhinocéros sans corne figurant parmi les plus grands mammifères terrestres connus, ayant vécu en Eurasie durant la totalité de l'Oligocène, c'est-à-dire de 34 à 23 millions d'années avant notre ère. Les premiers fossiles connus ont été découverts au Pakistan, avant que des restes supplémentaires ne soient signalés dans une zone allant de la Chine aux Balkans. Le genre appartient à la famille également éteinte des paracérathériidés. Le nom générique du taxon signifie littéralement « près de la bête sans corne », en référence à Aceratherium, le genre dans lequel l'espèce type P. bugtiense fut originellement placée. 
La taille exacte de Paraceratherium est inconnue en raison des fossiles incomplets. Les estimations maximales sont de 4,8 m au garrot pour une longueur d'environ 7,4 m, le tout pour un poids généralement estimé entre 15 et 20 tonnes. L'animal possède de grandes incisives en forme de défense et une incision nasale qui suggère qu'il aurait eu une lèvre supérieure ou une trompe préhensile. Les pattes de l'animal sont longues et ressemblent à des piliers et le cou allongé supporte un crâne mesurant environ 1,3 m de long. Le mode de vie de Paraceratherium peut avoir été similaire à celui des grands mammifères modernes tels que les éléphants ou les rhinocéros. Il aurait eu, comme ces derniers, un rythme de reproduction plutôt lent et un nombre réduit voire absent de prédateurs. C'est un brouteur dont l'alimentation était principalement composées de feuilles, de plantes douces et d'arbustes. Il vivait dans des habitats allant des déserts arides avec quelques arbres épars aux forêts subtropicales. Les raisons de l'extinction de cet animal sont inconnues, mais divers facteurs ont été proposés.
L'histoire taxonomique de cet animal est longue et complexe. D'autres genres d'indricothères datant également de l'Oligocène, tels que Baluchitherium, Indricotherium et Pristinotherium, ont été nommés, mais aucun spécimen complet n'a été découvert à ce jour, ce qui rend les comparaisons et les classifications difficiles. Ces genres sont aujourd'hui considérés comme des synonymes plus récents de Paraceratherium, qui regroupe les espèces suivantes : P. bugtiense, P. transouralicum, P. huangheense et P. linxiaense. L'espèce le plus complet connu est P. transouralicum, la majorité des reconstitutions du genre étant basées sur cette dernière. Les différences entre P. bugtiense et P. transouralicum pourraient être dues à un possible dimorphisme sexuel qui en ferait une même espèce.

## Historique des recherches

### Découvertes
L'histoire taxonomique de Paraceratherium est complexe en raison de la nature fragmentaire des fossiles connus et du fait que les scientifiques occidentaux, soviétiques et chinois ont travaillé indépendamment les uns des autres pendant une grande partie du XXe siècle. Leurs tentatives de comparer leurs découvertes pour obtenir une image plus complète de cet animal ont été entravées par la politique et les conflits de l'époque, publiant en plus leurs recherches dans leurs langues respectives. Des tendances taxonomiques opposées ont amené à des regroupements et des divisions successifs qui ont également contribué au problème. Des datations géologiques inexactes ont auparavant conduit les scientifiques à croire que les formations géologiques où on a trouvé les fossiles seraient d'âges différents. Or, on sait aujourd'hui qu'elles sont contemporaines. De nombreux genres furent nommés sur la base de différences subtiles dans les caractéristiques des molaires, chose non accepté par la plupart des scientifiques pour distinguer les espèces. Ces refus proviennent du fait que la morphologie des molaires varie au sein des populations d'une même espèce de rhinocéros.
Les premières découvertes d'Indricothères sont faites par des colons occidentaux installés en Asie, les premiers fossiles connus étant récoltés en 1846 au Baloutchistan, actuel Pakistan, par un soldat nommé « Vickary », mais ces fragments ne sont alors pas identifiables. Les premiers fossiles maintenant reconnus comme appartenant à Paraceratherium sont découverts par le géologue et paléontologue britannique Guy Ellcock Pilgrim au Baloutchistan, entre 1907 et 1908. Son matériel consiste en une mâchoire supérieure, des dents inférieures ainsi que de l'arrière d'une mandibule. Les fossiles ont été récoltés dans la formation de Chitarwata (en) du district de Dera Bugti, un lieu déjà exploré par Pilgrim auparavant. En 1908, ce dernier les utilise comme base pour ériger une nouvelle espèce du genre de rhinocéros éteint Aceratherium, à savoir A. bugtiense. Aceratherium est alors un taxon poubelle qui comprend plusieurs espèces non apparentées de rhinocéros sans cornes, dont beaucoup ont depuis été déplacées vers d'autres genres,. Les incisives fossiles que Pilgrim a précédemment assignées au genre Bugtitherium s’avéreront appartenir à la même nouvelle espèce.
En 1910, des fossiles plus partiels sont découverts dans le même endroit lors d'une expédition menée par le paléontologue britannique Clive Forster-Cooper (en). Sur la base de ces restes, Forster-Cooper déplace l'espèce A. bugtiense dans le nouveau genre Paraceratherium, signifiant littéralement « près de la bête sans cornes », en référence à Aceratherium, le nom de ce genre voulant littéralement dire « bête sans cornes »,. Sa justification pour cette reclassification concerne les défenses inférieures de l'espèce qui sont nettement tournées vers le bas. En 1913, Forster-Cooper nomme un nouveau genre et une nouvelle espèce, Thaumastotherium osborni, sur la base de fossiles plus gros provenant des mêmes fouilles, dont il suggérait plus tôt d'appartenir à un représentant mâle de l'espèce P. bugtiense. Il rebaptise par la suite le genre en Baluchitherium, l'ancien nom étant déjà utilisé pour un insecte hémiptère,,. Les fossiles de Baluchitherium sont si fragmentaires que Forster-Cooper l'identifie uniquement comme un périssodactyle indéterminé, tout en mentionnant la possibilité de confusion avec Paraceratherium. Le paléontologue américain Henry Fairfield Osborn, d'après lequel B. osborni est nommé, suggère qu'il pourrait s'agir d'un potentiel brontothère.
Une expédition menée par l'Académie des sciences de Russie dans les années 1910 trouve par la suite des fossiles dans la formation d'Aral (en), près de la mer du même nom, au Kazakhstan. La trouvaille en question concerne l'un des squelettes d'Indricothères les plus complets connus, mais dont il lui manque le crâne, le spécimen étant actuellement monté au musée paléontologique de Moscou, en Russie. En 1916, sur la base de ces restes, Aleksei Borissiak (ru) créé le genre Indricotherium en s'inspirant du nom d'un monstre du folklore russe, l'Indrik. Ce n'est qu'en 1923 qu'il lui attribue le nom d'espèce, I. asiaticum, mais entre-temps, la paléontologue russe Maria Pavlova l'a déjà nommé I. transouralicum en 1922,. Toujours en 1923, Borissiak créé la sous-famille des Indricotheriinae pour inclure les diverses formes apparentées connues à ce moment-là.

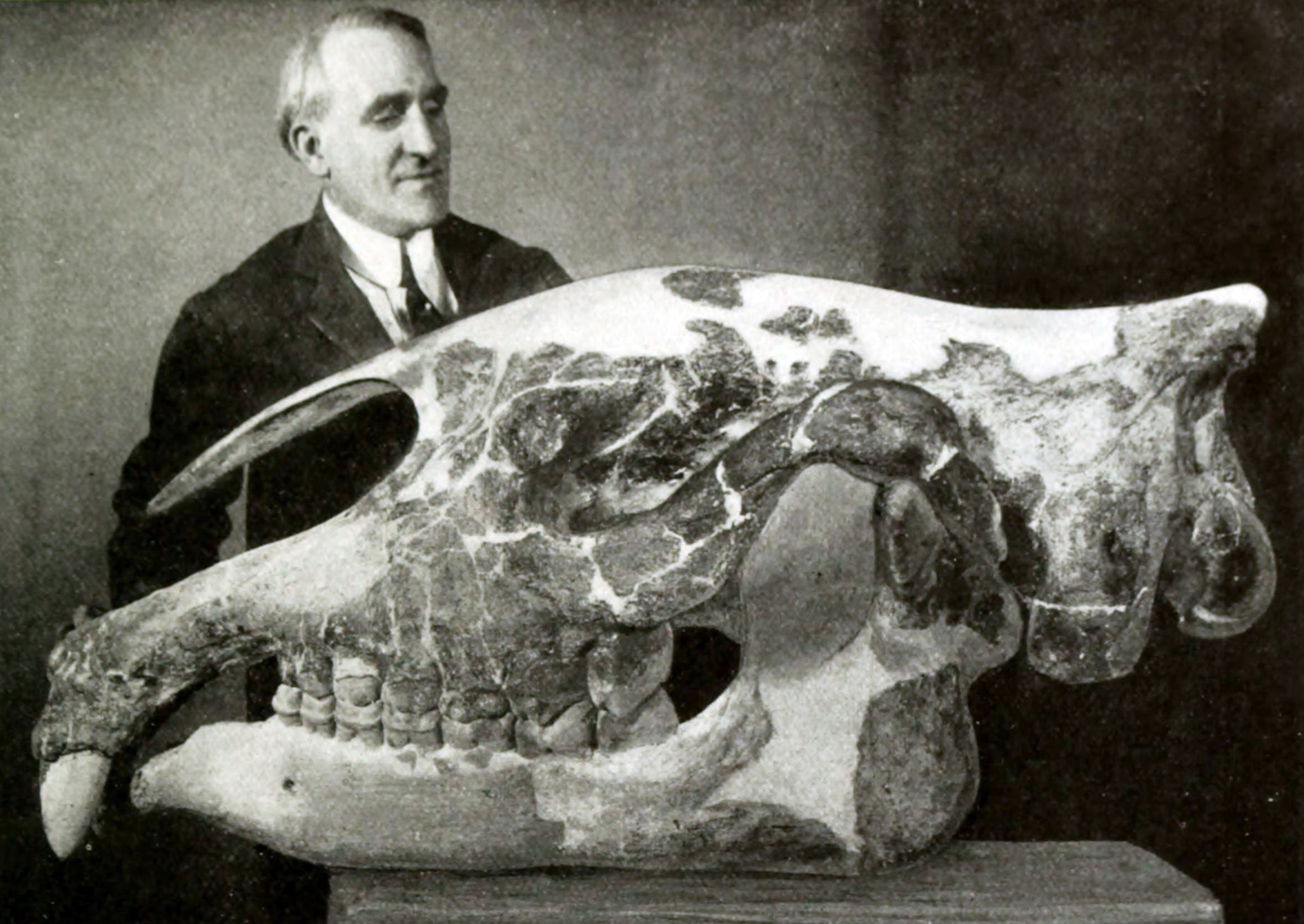
Le préparateur Otto Falkenbach avec un crâne de P. transouralicum (AMNH 18650) anciennement attribué à B. grangeri.

En 1922, l'explorateur américain Roy Chapman Andrews mène une expédition bien documentée en Chine et en Mongolie, parrainée par le musée américain d'histoire naturelle. Divers restes d'indricothères sont trouvés dans des formations mongoles du désert de Gobi, incluant les pattes d'un spécimen debout et en position verticale, indiquant que l'animal serait mort piégé dans des sables mouvants, ainsi qu'un crâne très complet. Ces restes deviennent la base de sa description de B. grangeri, qu'Osborn nomme officiellement en 1923,.
En 2017, l'espèce P. huangheense est érigée par le paléontologue chinois Yong-Xiang Li et son équipe sur la base d'éléments de mâchoires venants de plusieurs spécimens ayant été découverts dans la formation de Hanjiajing, située dans la province de Gansu, en Chine. Son épithète spécifique fait référence au nom chinois du fleuve Jaune, à proximité duquel les fossiles ont été découverts. En 2021, le paléontologue chinois Tao Deng (en) et ses collègues décrivent l'espèce P. linxiaense sur la base de deux spécimens assez bien préservées ayant été découverts dans la formation de Jiaozigou, dans le bassin de Linxia (d'où le nom), au nord-ouest de la Chine. Le premier spécimen préserve un crâne et une mandibule relativement complets associées à un atlas et un axis, tandis que le second ne préserve que deux vertèbres thoraciques. Une multitude d'autres d'espèces et de genres, nommés principalement sur la base des différences venant de la taille, de la forme du museau et de la disposition des dents de devant, furent érigées à partir de divers restes d'indricothères. Des fossiles attribuables à Paraceratherium continuent d'être découverts dans toute l'Eurasie, mais la situation politique du Pakistan est actuellement trop instable pour y effectuer de nouvelles fouilles.

### Espèces et synonymes

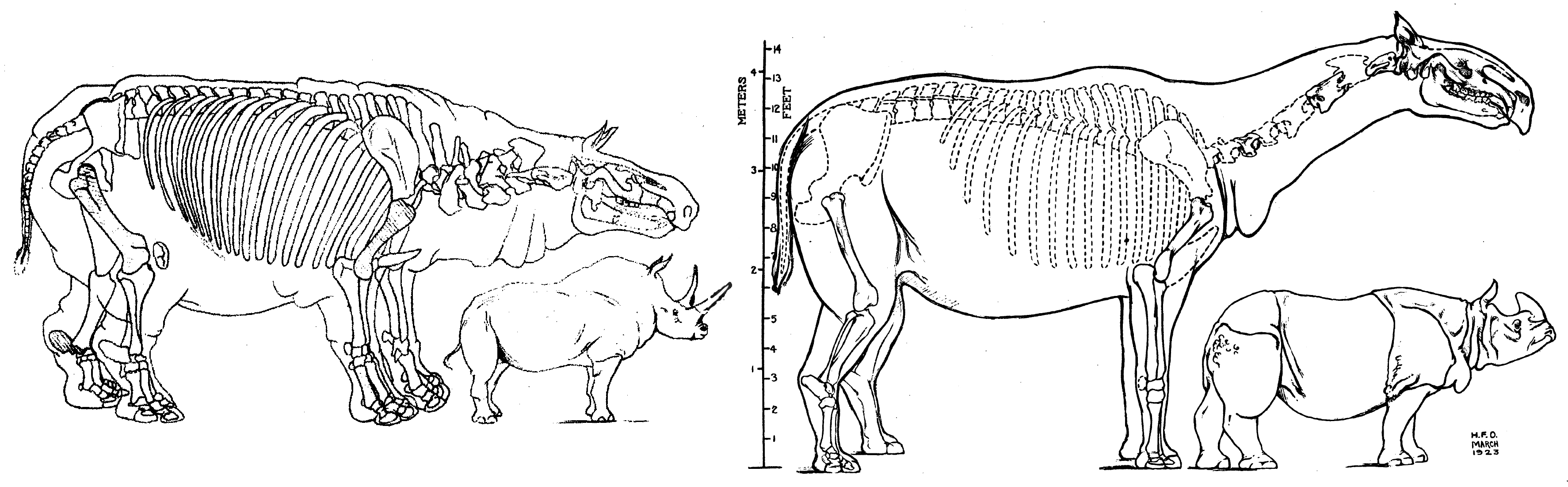
Reconstitutions squelettiques de B. grangeri (P. transouralicum) datant de 1923, avec une version semblable à un rhinocéros (à gauche), suivi d'une autre plus élancée et probable (à droite).

En 1922, Forster-Cooper érige la nouvelle espèce Metamynodon (en) bugtiensis sur la base d'un palais et d'autres fragments fossiles provenant du district de Dera Bugti, censés appartenir à un membre de grande taille de ce genre. Les chercheurs pensent depuis que ces fossiles appartiendraient à un spécimen atypique de P. bugtiense dépourvu de la troisième molaire. En 1936, les paléontologues américains Walter Willis Granger et William King Gregory proposent que B. osborni de Forster-Cooper serait probablement un synonyme plus récent de P. bugtiense, car ces spécimens ont été collectés dans la même localité et font peut-être partie d'une même espèce morphologiquement variable. Le paléontologue américain William Diller Matthew et Forster-Cooper lui-même exprimaient déjà des doutes similaires quelques années plus tôt. Bien qu'il soit depuis reconnue comme un synonyme junior, le nom de genre Baluchitherium reste populaire dans divers médias en raison de la popularité entourant B. grangeri d'Osborn.
En 1989, les paléontologues américains Spencer G. Lucas et Jay C. Sobus publient une révision des taxons d'indricothères, qui a ensuite été suivie par les scientifiques occidentaux. Ils concluent que Paraceratherium, étant le plus ancien nom proposé pour l'animal, serait le seul genre d'indricothères valide datant de l'Oligocène et contiendrait quatre espèces : P. bugtiense ; P. transouralicum, à l'origine classé dans Indricotherium ; P. prohorovi ; à l'origine classé dans Aralotherium (en) ; et P. orgosensis, à l'origine classé dans Dzungariotherium. Ils considèrent la plupart des autres noms comme des synonymes plus récents de ces taxons, ou comme des noms douteux, basés sur des restes trop fragmentaires pour être correctement identifiés. En analysant les différences présumées entre les genres et les espèces nommés, Lucas et Sobus découvrent que celles-ci représentent très probablement des variations au sein des représentants et que la plupart des caractéristiques ne peuvent pas être distinguées entre les spécimens, comme cela avait été souligné dans les années 1930. Le fait que les crânes attribués à P. transouralicum ou à Indricotherium soient bombé, tandis que d'autres sont plats au sommet peut-être expliqué par un dimorphisme sexuel : il est possible que les fossiles de P. bugtiense représentent des femelles, tandis que ceux de P. transouralicum représentent des mâles au sein d'une même espèce,,.
Selon Lucas et Sobus, l'espèce type P. bugtiense, datant de la fin de l'Oligocène de l'actuel Pakistan, comprend des synonymes plus récents tels que B. osborni et P. zhajremensis. P. transouralicum, datant également de la fin de l'Oligocène des actuels Kazakhstan, Mongolie et du nord de la Chine, inclut quant à lui B. grangeri et I. minus. Par ce schéma, P. orgosensis de l'Oligocène moyen et tardif du nord-ouest de la Chine comprendrait D. turfanensis et P. lipidus. En 2013, le paléontologue américain Donald Prothero (en) suggère que P. orgosensis peut être suffisamment distinct pour justifier son nom de genre d'origine qu'est Dzungariotherium, bien que sa position exacte nécessite une évaluation. P. prohorovi, datant de la fin de l'Oligocène du Kazakhstan, est trop incomplet pour que sa position soit résolue par rapport aux autres espèces ; cela allant de même pour des espèces proposées telles que I. intermedium et P. tienshanensis, ainsi que pour le genre géorgien Benaratherium,. Bien que le nom de genre Indricotherium soit maintenant un synonyme plus récent de Paraceratherium, le nom de la sous-famille auquel il appartient dans certaines classifications, à savoir Indricotheriinae, est souvent utilisé parce que la synonymie du nom de genre n'affecte pas les noms des taxons de niveau supérieur qui en sont dérivés, ces derniers étant donc encore communément appelés indricothères.
Contrairement à la révision de Lucas et Sobus, un article de 2003 dirigée par Jie Ye et ses collègues suggère qu’Indricotherium et Dzungariotherium sont des genres valides et que P. prohorovi n'appartient pas à Paraceratherium. Ils reconnaissent aussi la validité d'espèces telles que P. lipidus, P. tienshanensis et P. sui. Un article de 2004 de Deng et de ses collègues reconnaissent également trois genres distincts. Certains écrivains occidentaux utilisent de la même manière des noms autrement considérés comme invalides depuis la révision de 1989, mais sans fournir d'analyse et de justification détaillées. En 2021, Deng et ses collègues reconnaissent six espèces de Paraceratherium, dont certains ont été auparavant déclarées synonymes, tels que P. grangeri, P. asiaticum et P. lepidum, tout en gardant Indricotherium et Baluchitherium comme des synonymes du genre.

## Description

### Mensurations et morphologie externe

Taille estimée de P. transouralicum (en vert olive, le troisième en commençant par la gauche) par rapport à celle des humains, d'autres grands mammifères et du dinosaure Patagotitan.

Paraceratherium est l'un des plus grands mammifères terrestres connus ayant existé, bien que sa taille précise soit incertaine en raison du manque de spécimens complets. La longueur totale du corps est estimée à 8,7 mètres de la tête à la queue par Granger et Gregory en 1936, puis rectifiée à 7,4 mètres par la paléontologue soviétique Véra Gromova en 1959, la première estimation étant maintenant considéré comme exagérée. Le poids de Paraceratherium serait similaire à celui de certains proboscidiens aujourd'hui éteints, le plus grand squelette complet de cet ordre étant celui d'un mammouth des steppes,. Malgré sa masse à peu près équivalente, Paraceratherium serait plus grand que n'importe quel proboscidien. Sa hauteur au garrot est estimée à 5,25 m par Granger et Gregory, puis à 4,8 m par le paléontologue américain Gregory S. Paul en 1997. Le cou est estimé entre 2 et 2,5 m de long par les paléontologues Michael P. Taylor et Mathew J. Wedel en 2013.

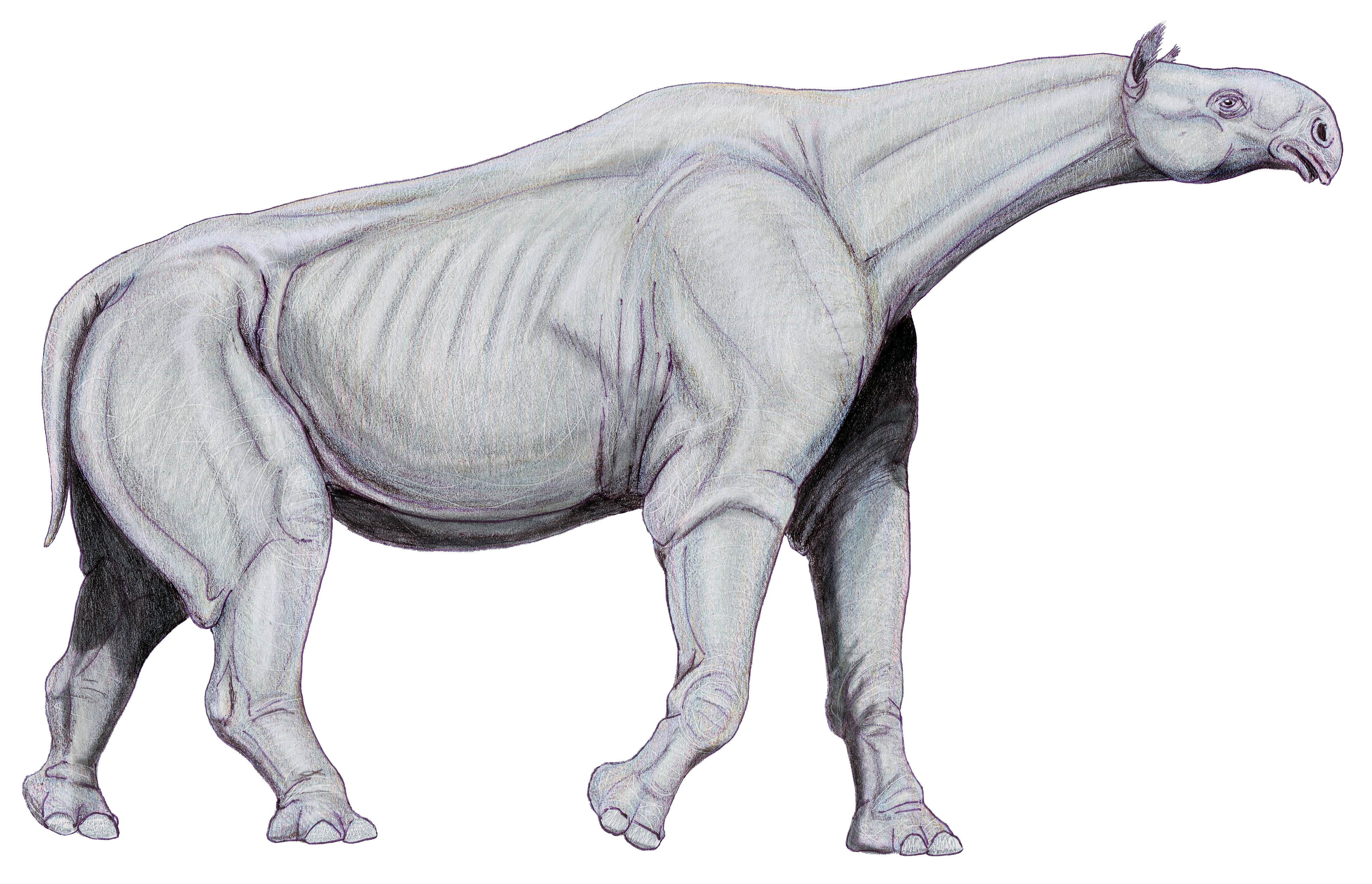
Vue d'artiste par Dimitri Bogdanov de P. transouralicum.

Les premières estimations de 30 tonnes sont maintenant considérées comme exagérés, le maximum admis aujourd'hui étant entre 15 et 20 tonnes pour une moyenne de 11 tonnes. Les calculs sont principalement basés sur des fossiles de P. transouralicum car cette espèce est connue par les restes les plus complets. Les estimations s'appuient sur les mesures des os du crâne, des dents et des membres, mais les éléments osseux connus sont représentés par des individus de différentes tailles, de sorte que toutes les reconstructions squelettiques sont des extrapolations composites, résultant en plusieurs poids différents,.
Il n'y a aucune indication sur la couleur et la texture de peau de Paraceratherium, aucune empreinte cutanée ou momies n'étant connues. La plupart des reconstitutions proposent une peau épaisse, pliée, grise et glabre, inspirée des rhinocéros modernes. Les grands mammifères modernes tels que les éléphants et les rhinocéros sont en grande partie glabres, car la fourrure retient la chaleur corporelle. Prothero suggère aussi que, contrairement à la plupart des représentations, Paraceratherium aurait eu de grandes oreilles semblables à celle des éléphants, qu'il utiliserait pour la thermorégulation. Les oreilles des éléphants agrandissent la surface corporelle et sont remplies de vaisseaux sanguins, ce qui facilite la dissipation de l'excès de chaleur. Selon Prothero, les os robustes autour des ouvertures des oreilles seraient un indice qui confirmerait cette théorie. Les paléontologues Pierre-Olivier Antoine et Darren Naish (en) expriment néanmoins leur scepticisme à l'égard de cette proposition,.
En raison de la nature fragmentaire des fossiles connus de Paraceratherium, le squelette de l'animal est reconstruit de plusieurs manières différentes depuis sa découverte. En 1923, Matthew supervise un artiste pour dessiner une reconstruction du squelette sur la base des spécimens encore moins complets de P. transouralicum connus durant l'époque, en utilisant les proportions d'un rhinocéros moderne comme guide. Le résultat étant trop trapu et compact, Osborn propose donc une version plus élancée plus tard la même année. Certaines reconstitutions ultérieures rendent l'animal trop mince, sans en tenir compte du squelette sous-jacent. Gromova publie une reconstitution squelettique plus complète en 1959, fondée sur le squelette du P. transouralicum de la formation d'Aral, auquel il manque cependant plusieurs vertèbres cervicales.

### Crâne
Les plus grands crânes connus de Paraceratherium mesurent environ 1,3 m de long, 33 à 38 cm à l'arrière du crâne et 61 cm de large à travers les arcs zygomatiques. Paraceratherium possède un long front, lisse et dépourvu de la zone rugueuse qui sert de point d'attache chez les cornes des autres rhinocéros. Les os au-dessus de la région nasale sont longs et l'incision nasale va loin dans le crâne. Cela indique que Paraceratherium aurait eu une lèvre supérieure préhensile similaire à celles du rhinocéros noir et du rhinocéros indien, ou une courte trompe comme chez les tapirs. De plus, une caractéristique distinctive de Paraceratherium est que l'incision nasale est rétractée vers les deuxième et troisième prémolaires .
L'arrière du crâne est bas et étroit, sans les grandes crêtes lambdoïdes au sommet et le long de la crête sagittale, que l'on trouve par ailleurs chez les animaux à cornes et à défenses qui ont besoin de muscles puissants pour pousser et se battre. Il y a aussi une fosse profonde pour la fixation des ligaments nucaux, qui retiennent automatiquement le crâne. Le condyle occipital est très large et Paraceratherium semble avoir eu de gros et puissants muscles du cou, ce qui lui permettait de balayer fortement sa tête vers le bas tout en se nourrissant de branches d'arbres. Le profil supérieur du crâne est arqué, c'est-à-dire courbé en arc, ce qui constitue une caractéristique distinctive du genre. Le crâne de P. transouralicum a un front bombé, tandis que d'autres ont un front plat, probablement à cause d'un possible dimorphisme sexuel. Un endocaste du cerveau de P. transouralicum montre que cet organe ne représente que 8 % de la longueur du crâne, tandis que celui du rhinocéros indien en représente 17,7 %.

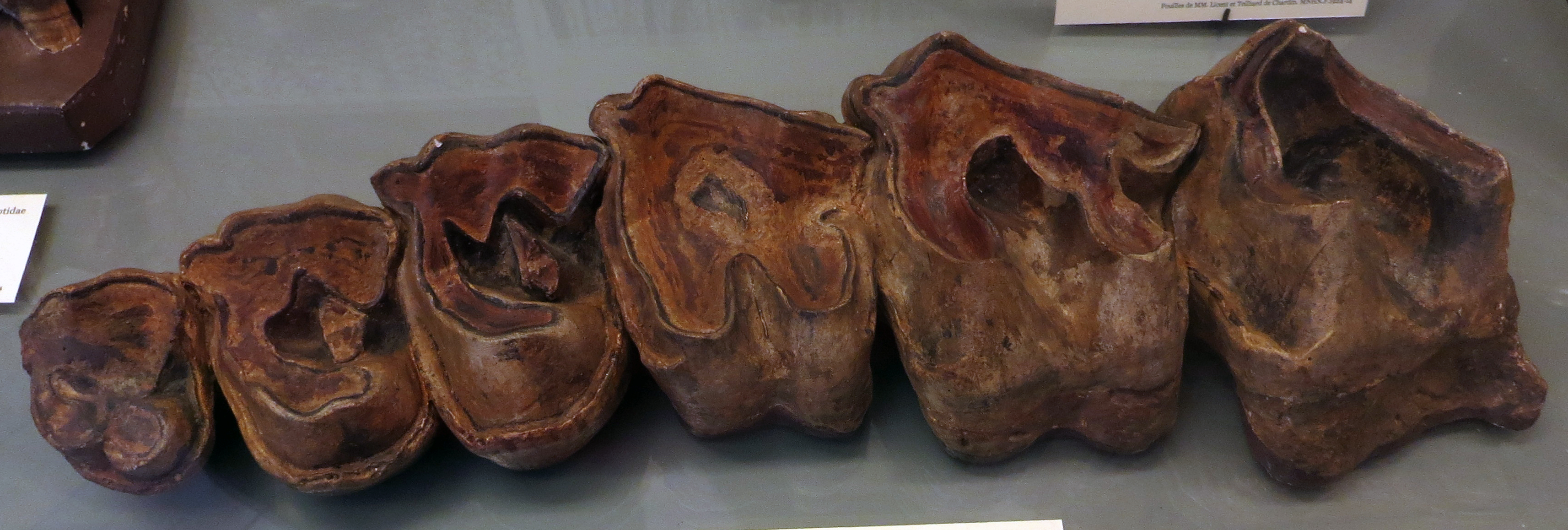
Molaires supérieures de P. transouralicum, exposées au muséum national d'histoire naturelle de Paris.

Les espèces de Paraceratherium sont principalement discernables à travers dess caractéristiques crâniennes qui leur sont propres. P. bugtiense se distingue par des os maxillaires et prémaxillaires relativement minces, un toit crânien peu profond, des processus mastoïdo-paroccipitaux relativement minces et placés en arrière sur le crâne, une crête lambdoïde qui s'étend moins en arrière et un condyle occipital ayant une orientation horizontale, trait qu'il partage avec le genre apparenté Dzungariotherium. P. transouralicum a des os maxillaires et prémaxillaires robustes, des os zygomatiques renversés, des os frontaux en forme de dôme, des processus mastoïdo-paroccipitaux épais, une crête lambdoïde qui s'étend vers l'arrière et des condyles occipitaux ayant une orientation verticale. P. huangheense se distingue de P. bugtiense par l'anatomie de la partie arrière de la mâchoire ainsi que par sa plus grande taille. P. linxiaense diffère des autres espèces en ce que l'encoche nasale est plus profonde, avec le fond placé au-dessus du milieu de la deuxième molaire, un condyle occipital proportionnellement plus élevé par rapport à la hauteur de la surface occipitale, des os du museau courts, un diastème devant les dents jugales, un arc zygomatique haut ayant une extrémité postérieure proéminente ainsi qu'une première incisive supérieure plus petite.
Contrairement à celles de la plupart des rhinocéros primitifs, les dents de devant de Paraceratherium sont réduites à une seule paire d'incisives, grandes et coniques dans chaque mâchoire, étant décrites comme des défenses. Les incisives supérieures pointent vers le bas et les inférieures sont plus courtes et pointent vers l'avant. Parmi les rhinocéros connus, cet arrangement est unique à Paraceratherium ainsi qu'au genre apparenté Urtinotherium et les incisives peuvent avoir été plus grandes chez les mâles. Par ailleurs, ces canines trouvées derrière les incisives ont été perdues. Les incisives sont séparées de la rangée de dents jugales par un grand diastème. Cette caractéristique se trouve chez les mammifères où les incisives et les dents jugales ont des spécialisations différentes. Les molaires supérieures, à l'exception de la troisième molaire supérieure qui est en forme de « V », ont un motif en forme de pi (π) et un métastyle réduit. Les prémolaires ne forment que partiellement le motif pi et chaque molaire a la taille d'un poing humain. Chez les autres mammifères, ces molaires ne sont dépassées en taille que chez les proboscidiens. Les dents de la joue inférieure sont en forme de « L », ce qui est typique chez les rhinocéros.

### Squelette postcrânien

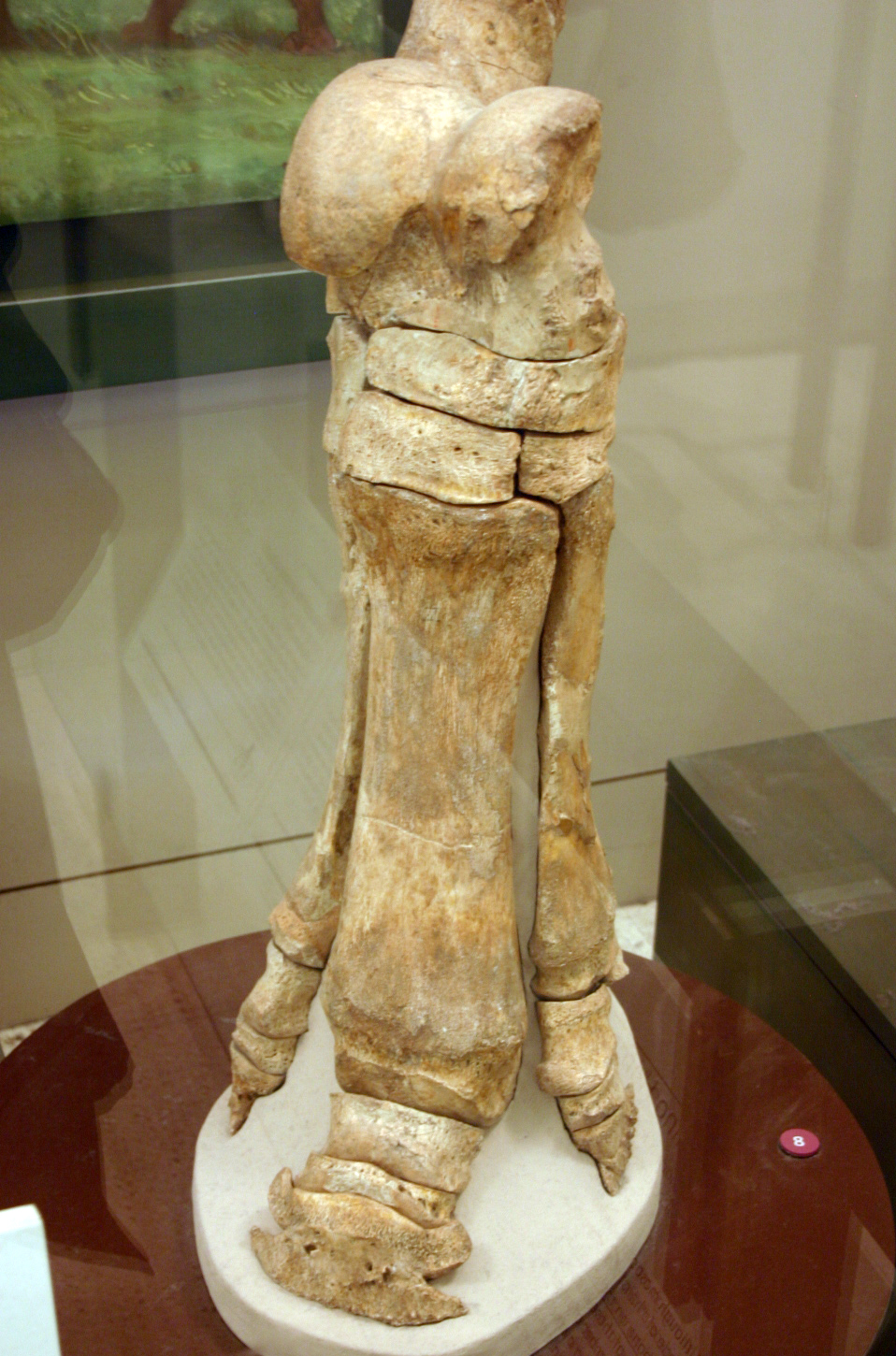
Patte postérieur de P. transouralicum, exposée au musée américain d'histoire naturelle.

Aucun ensemble complet de vertèbres et de côtes de Paraceratherium n'a encore été trouvé et la queue est complètement inconnue. Au niveau du cou, l'atlas et l'axis sont plus larges que chez la plupart des rhinocéros modernes, disposants d'un espace pour les ligaments et les forts muscles nécessaires pour soutenir la tête. Le reste des vertèbres sont également très larges et ont de grandes zygapophyses avec beaucoup de place pour les muscles, les tendons, les ligaments, les nerfs, le cou ainsi que la colonne vertébrale. Les épines neurales sont longues et forment une longue « bosse » le long du dos, où sont attachés les muscles du cou et les ligaments nucaux pour soutenir le crâne. Les côtes sont similaires à celles des rhinocéros modernes, mais la cage thoracique semble être plus petite par rapport aux longues pattes et aux grands corps, car les rhinocéros modernes ont des membres relativement courts. La dernière vertèbre du bas du dos est fusionnée au sacrum, une caractéristique trouvable chez les rhinocéros avancés. Tout comme les dinosaures sauropodes, Paraceratherium possède des parties creuses des os dans les vertèbres pré-sacrées, qui aurait probablement aidé à alléger le squelette.
Les membres sont grands et robustes pour supporter le poids important de l'animal, ces derniers étant à certains égards similaires et convergents avec ceux des éléphants et des dinosaures sauropodes avec leurs morphologies également lourdes. Contrairement à ces animaux, qui ont tendance à allonger les os des membres supérieurs tout en raccourcissant, fusionnant et comprimant les os des membres inférieurs, des mains et des pieds, Paraceratherium a des courts os des membres supérieurs et des longs os des mains et des pieds, à l'exception des phalanges en forme de disque, semblable aux rhinocéros coureurs antérieurs dont il descend. Certains os du pied mesurent près de 50 cm de long. Les os de la cuisse mesurent généralement 1,5 m, une taille dépassée seulement par ceux de certains éléphants et dinosaures. Les os des cuisses sont en forme de piliers et sont beaucoup plus épais et plus robustes que ceux des autres rhinocéros, et les trois trochanters sur les côtés sont très réduits, car cette robustesse diminue leurs importances. Les membres sont maintenus dans une posture en forme de colonne au lieu d'être pliés, comme chez les animaux plus petits, ce qui réduit le besoin de gros muscles des membres. Comme la plupart des périssodactyles, les membres antérieurs ont trois orteils.

## Classification et histoire évolutive

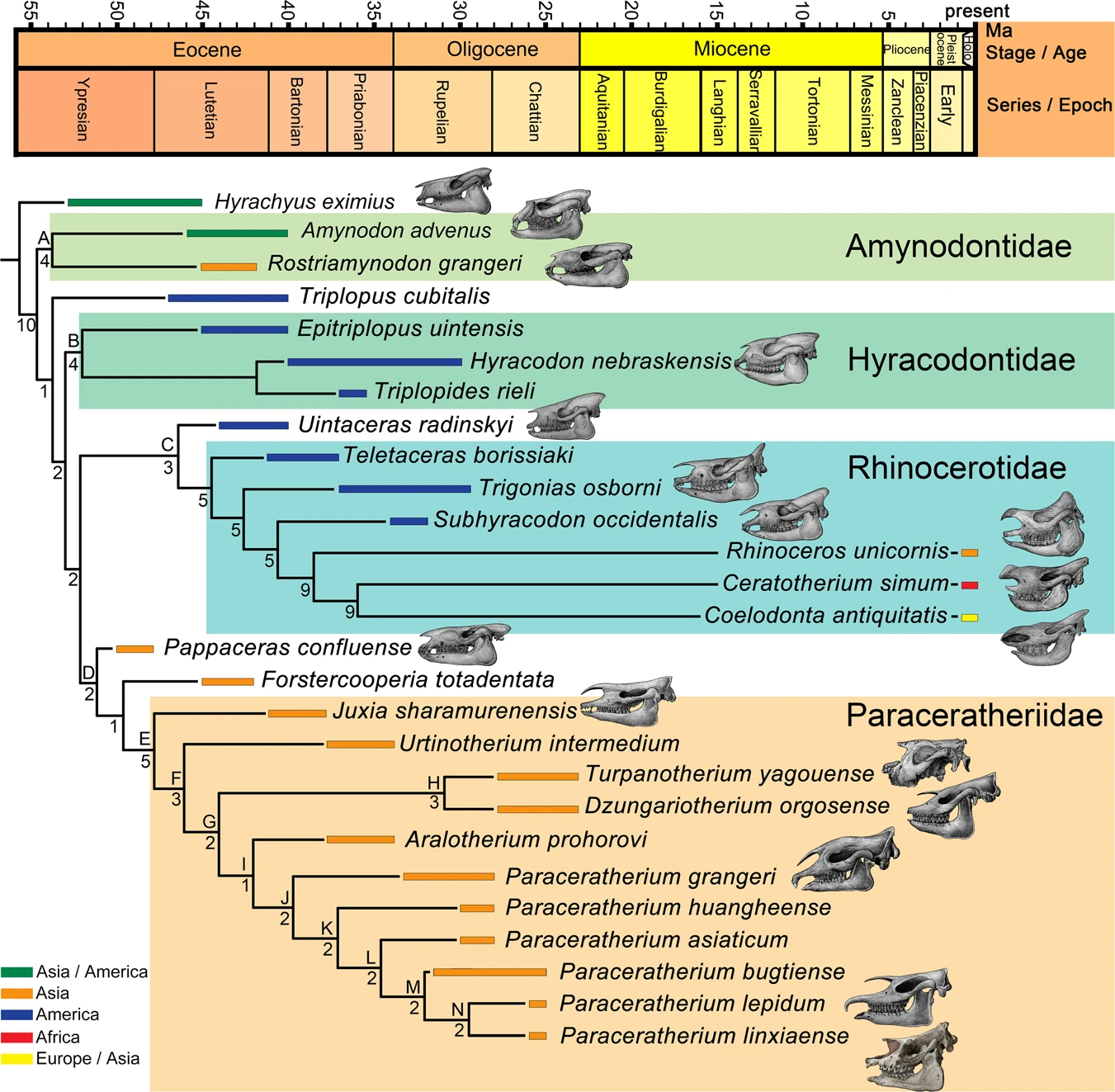
Relations phylogénétiques de Paraceratherium avec d'autres rhinocérotoïdes d'après l'étude mené par Tao Deng en 2021.

La super-famille des Rhinocerotoidea, qui comprend les rhinocéros modernes, apparaît durant le début de l'Éocène, vers environ 50 millions d'années avant notre ère, avec des précurseurs tels que Hyrachyus (en). Ce taxon contient trois familles officiellement reconnues : Amynodontidae ; Rhinocerotidae, dont font partie les rhinocéros actuels, ainsi que les Hyracodontidae. La diversité au sein du groupe de rhinocéros est beaucoup plus grande à l'époque préhistorique : ils passent de la taille d'un grand chien à celle d'un éléphant. Il y a des formes à longues pattes adaptées pour courir, ainsi que des formes semi-aquatiques. La plupart des espèces sont dépourvus de cornes. Les fossiles de rhinocéros sont identifiés principalement par les caractéristiques de leurs dents, qui sont la partie des animaux la plus susceptible d'être préservée au cours des fossilisations. Les molaires supérieures de la plupart des rhinocéros ont un motif en forme de pi (π) sur la couronne dentaire, et chaque molaire inférieure a des formes en « L » appariées. Diverses caractéristiques du crâne sont également utilisées pour l'identification des rhinocéros fossiles.
La sous-famille des Indricotheriinae, auquel appartient traditionnellement Paraceratherium, est classée pour la première fois dans la famille des Hyracodontidae par le paléontologue américain Leonard B. Radinsky (en) en 1966. Ils étaient auparavant considérés comme une sous-famille au sein des Rhinocerotoidea, voire une famille complète, les Indricotheriidae. Dans une étude cladistique de 1999 sur les tapiromorphes, le paléontologue américain Luke Holbrook découvre que les indricothères sont en dehors des hyracodontidés et écrit qu'ils ne peuvent pas être un regroupement naturel. Le schéma de Radinsky est l'hypothèse qui prévaut de nos jours. La famille des hyracodontidés contient des membres à longues pattes adaptés à courir, tels qu’Hyracodon, et se distinguent par des caractéristiques d'incisives. Les indricothères se distinguent des autres hyracodontes par leur plus grande taille et la structure dérivée de leurs museaux, incisives et canines. Le plus ancien indricothère connu est Forstercooperia (en), un animal de la taille d'un grand chien ayant vécu durant l'Éocène moyen et supérieur de l'ouest des actuelles Amérique du Nord et Asie. Juxia est de la taille d'une vache et est connue depuis l'Éocène moyen. Le genre Urtinotherium, connu d'Asie de la fin de l'Éocène, atteint presque la taille de Paraceratherium,. Paraceratherium lui-même est connu d'Eurasie durant l'Oligocène, sur une période allant de 34 à 23 millions d'années. Le genre se distingue des autres indricothères par sa grande taille, une incision nasale qui aurait soutenu un museau musclé et ses prémaxillaires renversés. L'animal est également dépourvue des deuxièmes et troisièmes incisives, des canines et des premières prémolaires inférieures.
Le cladogramme ci-dessous suit l'analyse de 1989 des Indricotheriinae par Lucas et Sobus, et montre les plus proches parents de Paraceratherium :
|  | Juxia                                                             |
|  |                                                                   |
|  | \| \| Urtinotherium \| \| \| \| \| \| Paraceratherium \| \| \| \| |
|  |                                                                   |
|  | Urtinotherium                                                     |
|  |                                                                   |
|  | Paraceratherium                                                   |
|  |                                                                   |

|  | Urtinotherium   |
|  |                 |
|  | Paraceratherium |
|  |                 |

|  | Juxia                                                             |
|  |                                                                   |
|  | \| \| Urtinotherium \| \| \| \| \| \| Paraceratherium \| \| \| \| |
|  |                                                                   |
|  | Urtinotherium                                                     |
|  |                                                                   |
|  | Paraceratherium                                                   |
|  |                                                                   |

|  | Urtinotherium   |
|  |                 |
|  | Paraceratherium |
|  |                 |

|  | Juxia                                                             |
|  |                                                                   |
|  | \| \| Urtinotherium \| \| \| \| \| \| Paraceratherium \| \| \| \| |
|  |                                                                   |
|  | Urtinotherium                                                     |
|  |                                                                   |
|  | Paraceratherium                                                   |
|  |                                                                   |

|  | Urtinotherium   |
|  |                 |
|  | Paraceratherium |
|  |                 |

|  | Juxia                                                             |
|  |                                                                   |
|  | \| \| Urtinotherium \| \| \| \| \| \| Paraceratherium \| \| \| \| |
|  |                                                                   |
|  | Urtinotherium                                                     |
|  |                                                                   |
|  | Paraceratherium                                                   |
|  |                                                                   |

|  | Urtinotherium   |
|  |                 |
|  | Paraceratherium |
|  |                 |

Lucas et ses collègues parviennent à des conclusions similaires dans une analyse précédente concernant Forstercooperia publiée en 1981, dans laquelle ils conservent toujours Paraceratherium et Indricotherium comme des genres distincts. En 2016, les chercheurs chinois Haibing Wang et ses collègues utilisent le nom Paraceratheriidae pour la famille et Paraceratheriinae pour la sous-famille, et les placent en dehors des Hyracodontidae. En 2021, Deng et ses collègues confirme les études antérieures, suggérant que Juxia aurait évolué à partir d'un clade composé de Forstercooperia et Pappaceras (en), vers environ 40 millions d'années avant notre ère, le stock résultant évoluant en Urtinotherium à la fin de l'Éocène et en Paraceratherium durant l'Oligocène. Ces chercheurs ne considère pas que les hyracodontidés forment un groupe naturel et classent les paracérathériidés comme étant plus proches des rhinocéros actuels, contrairement aux études précédentes.

## Paléobiologie

### Mode de vie

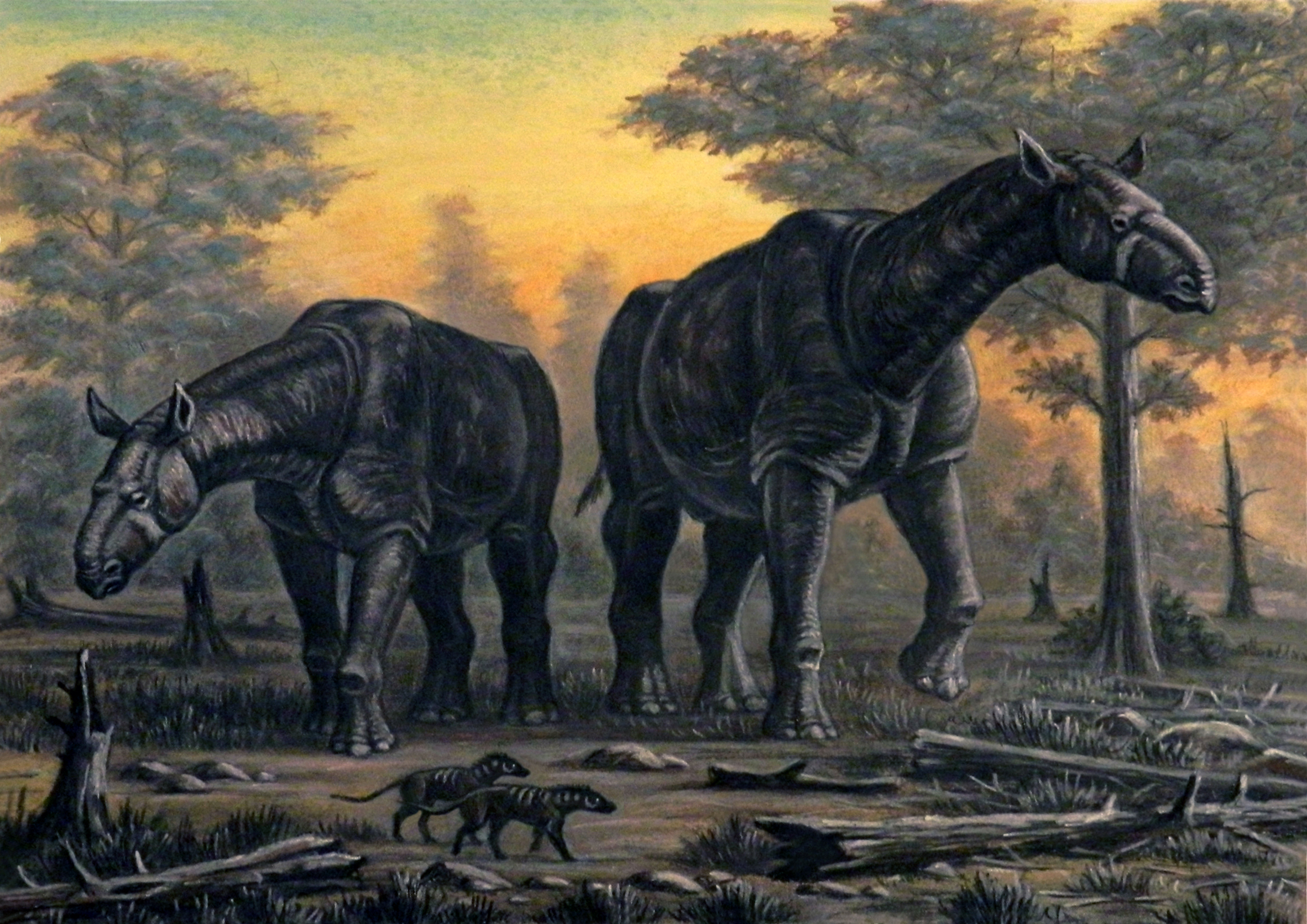
Dessin reconstituant un couple de P. transouralicum, accompagnées par deux Hyaenodon en dessous.

Le zoologiste britannique Robert M. Alexander (en) suggère en 1988 que la surchauffe pouvait avoir été un sérieux problème chez Paraceratherium en raison de sa taille. Selon Prothero, les meilleurs analogues vivants de Paraceratherium pourraient être de grands mammifères tels que les éléphants, les rhinocéros et les hippopotames. Pour aider à la thermorégulation, ces animaux se rafraîchissent pendant la journée en se reposant à l'ombre ou en se trempant dans l'eau ou la boue. Ils se nourrissent et se déplacent principalement la nuit. En raison de la grande taille de Paraceratherium, l'animal n'aurait pas pu courir et se déplacer rapidement, mais il aurait pu parcourir de grandes distances, ce qui serait nécessaire dans un environnement où la nourriture est rare. Il peut donc avoir eu de grands domaines vitaux et serait migrateur. Prothero suggère que des animaux aussi gros que les indricothères auraient besoin de très grands domaines vitaux ou de territoires d'au moins 1 000 kilomètres carrés et qu'en raison de la rareté des ressources, il y aurait eu peu de place en Asie pour de nombreuses populations ou une multitude d'espèces et de genres presque identiques. Ce principe est appelé principe de Gause : il est utilisé pour expliquer comment le rhinocéros noir et le rhinocéros blanc exploitent des niches différentes dans les mêmes régions d'Afrique.
La plupart des prédateurs de leurs habitats ne sont pas plus gros qu'un loup et ne constitueraient pas une menace pour Paraceratherium, les individus adultes seraient trop gros pour être attaqués par ces derniers, mais les jeunes auraient été probablement vulnérables. Des marques de morsures sur les os trouvés dans les lits de Dera Bugti, au Pakistan, indiquent que même les adultes peuvent avoir été la proie d'un crocodilien long de 10 à 11 mètres de long, Astorgosuchus (en). Comme chez les éléphants, la période de gestation de Paraceratherium peut avoir été longue et les individus peuvent avoir eu une longue durée de vie. L'animal pourrait avoir vécu en petits troupeaux, peut-être constitués de femelles et de leurs juvéniles qu'elles protégeraient des potentiels prédateurs. Il est proposé que 20 tonnes pourraient être le poids maximum possible pour les mammifères terrestres, et que Paraceratherium est proche de cette limite. Les raisons pour lesquelles les mammifères ne peuvent pas atteindre une taille similaire à celles des grands dinosaures sauropodes sont inconnues, les facteurs étant peut-être écologiques plutôt que biomécanique, et peut-être liée aux stratégies de reproduction. Le mouvement, le son et d'autres comportements vus dans les documentaires en images de synthèse tels que Sur la terre des monstres disparus (2001) sont entièrement hypothétiques.

### Régime et alimentation

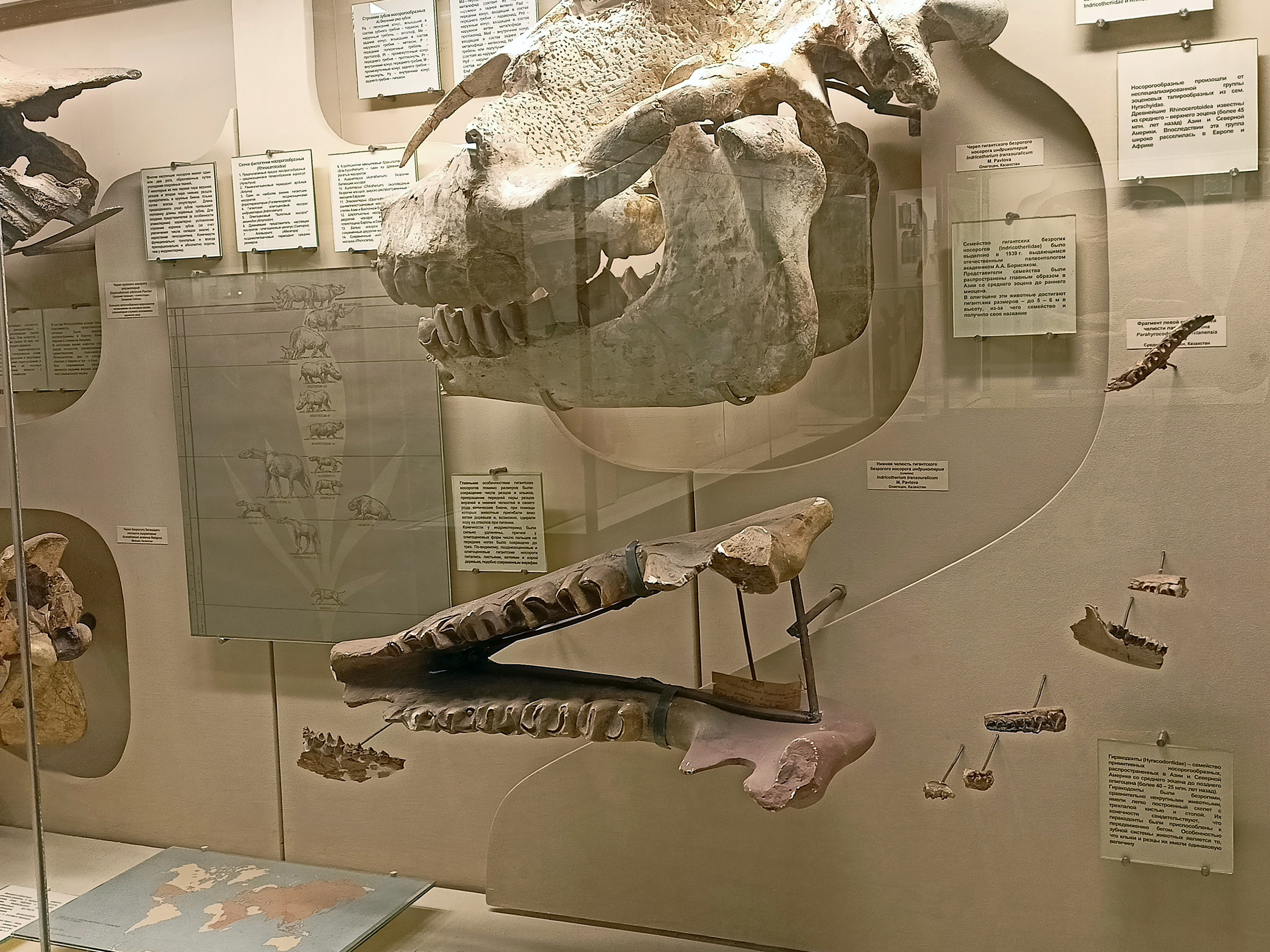
Fossiles crâniens de P. transouralicum exposée au musée paléontologique de Moscou.

Les dents simples et à couronne basse indiquent que Paraceratherium était un brouteur ayant un régime composé de feuilles et d'arbustes relativement mous. Les rhinocéros ultérieurs sont des brouteurs, disposants de dents hautes car leur régime alimentaire contient du gravier qui ont tendance à les user rapidement. Des études menées sur la méso-usure (en) des dents de Paraceratherium confirment que l'animal avait bel et bien un régime alimentaire composé de feuilles molles, bien que des études sur la micro-usure (en) doivent encore être effectués. L'analyse isotopique montre que Paraceratherium se nourrissait principalement de plantes au carbone C3, qui sont principalement des feuilles d'arbres,. Comme ses parents périssodactyles (équidés, tapirs et autres rhinocéros), Paraceratherium aurait été un fermenteur d'intestin postérieur : il extrairait relativement peu de nutriments de sa nourriture et devrait en manger de grandes quantités pour survivre. Comme les autres herbivores de grande taille, l'animal aurait eu un gros tube digestif.
Granger et Gregory soutiennent que les grandes incisives seraient utilisées comme des défenses ou pour desserrer les arbustes en déplaçant le cou vers le bas, agissant ainsi comme des pioches et des leviers. Les tapirs utilisent leur trompe pour envelopper les branches tout en enlevant l'écorce avec les incisives, capacité qui aurait été utile à Paraceratherium. Certains auteurs russes suggèrent que les défenses seraient probablement utilisées pour casser les brindilles, arracher l'écorce et plier les hautes branches. En raison du fait que les espèces datant du début de l'Oligocène ont des défenses plus grosses que ceux datant des périodes plus récentes, ces mêmes auteurs suggèrent que ces animaux avaient probablement un régime plus basé sur l'écorce que sur les feuilles. Étant donné que les espèces impliquées sont maintenant connues pour avoir été contemporaines et que les différences de défenses sont maintenant considérées comme sexuellement dimorphes, cette dernière idée n'est désormais plus acceptée. Des troupeaux de Paraceratherium peuvent avoir migré tout en se nourrissant continuellement des feuilles provenant de grands arbres que les mammifères plus petits ne pouvaient pas atteindre. Osborn suggère que son mode de recherche de nourriture aurait été similaire à celui des giraffidés plutôt qu'aux rhinocéros modernes, dont les têtes sont portées près du sol.

## Répartition géographique

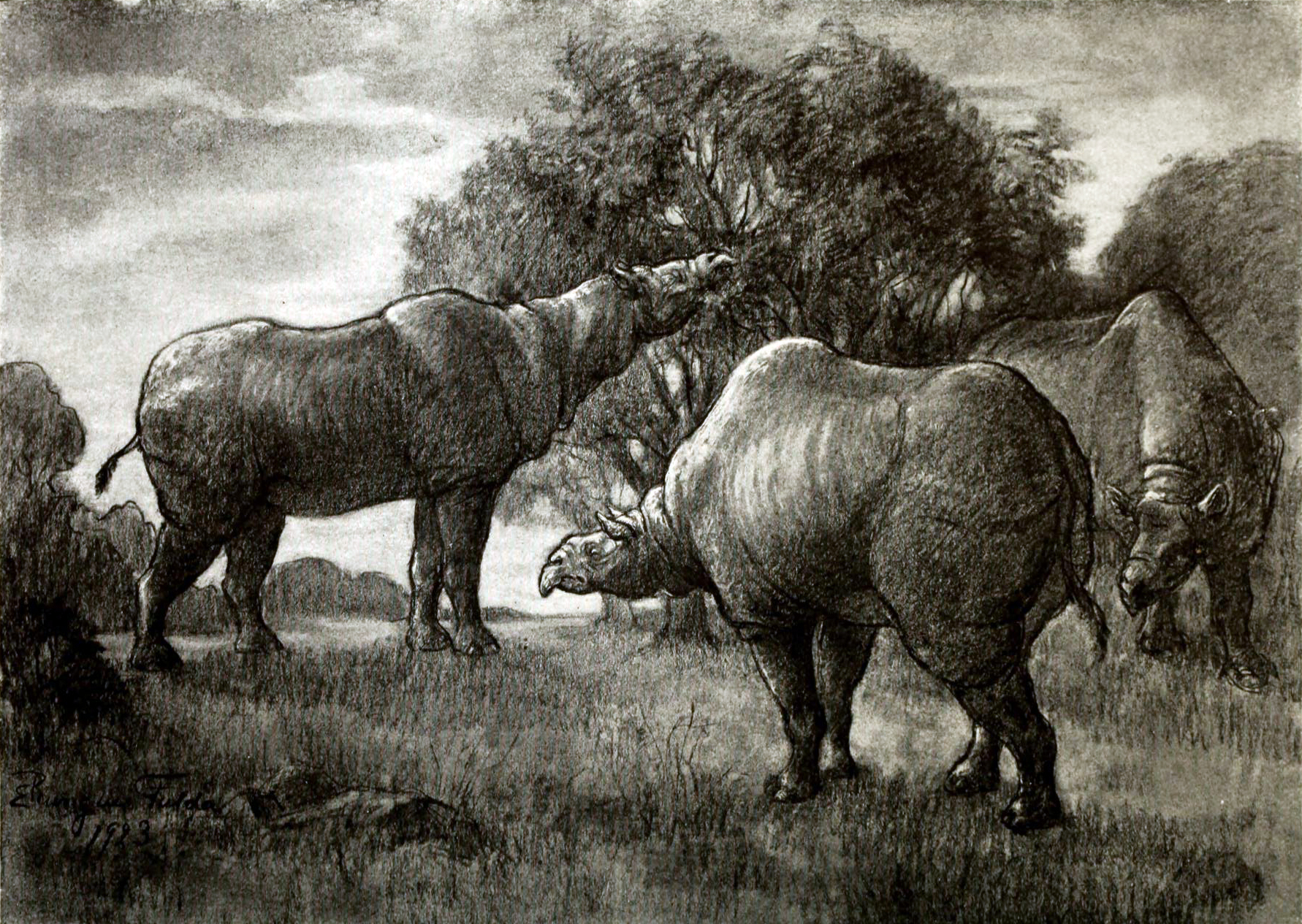
Troupeau de P. transouralicum se nourrissant de feuilles d'arbres, vue d'artiste par Elizabeth Rungius Fulda, 1923.

Des restes attribuées à Paraceratherium sont découverts dans des formations géologiques datant du début à la fin de l'Oligocène (entre 34 à 23 millions d'années) à travers l'Eurasie dans les actuels Chine, Mongolie, Inde, Pakistan, Kazakhstan, Géorgie, Turquie, Roumanie, Bulgarie et Balkans. Leur distribution peut être corrélée avec le développement paléogéographique de l'Himalaya. L'aire de répartition des découvertes de Paraceratherium implique qu'ils habitaient une masse continentale continue avec un environnement similaire à travers elle, mais cela est contredit par les cartes paléogéographiques qui montrent que cette zone avait diverses barrières marines, de sorte que le genre a réussi à être largement distribué malgré cela. La faune qui coexiste avec Paraceratherium comprend d'autres rhinocéros, des artiodactyles, des rongeurs, des amphicyonidés, des mustelidés, des hyaenodontes, des nimravidés ainsi que des félins.
L'habitat de Paraceratherium semble varier dans son aire de répartition, en fonction des types de formations géologiques dans lesquelles il est découvert. La formation d'Hsanda Gol (en), en Mongolie, représentait un bassin désertique aride et l'environnement aurait eu peu de grands arbres et une couverture de broussailles limitée, car la faune se compose principalement d'animaux qui se nourrissent de la cime des arbres ou près du sol. Une étude basée sur du pollen fossile montre qu'une grande partie de la Chine était constituée de broussailles ligneuses, avec des plantes telles qu’Atriplex, Ephedra et Nitraria (en), tous adaptés aux milieux arides. Les arbres étaient rares et concentrés près des eaux souterraines. Les régions de la Chine où vivait Paraceratherium avaient des lacs asséchés et des dunes de sable abondants, les fossiles de végétaux les plus courants sont les feuilles adaptées à ce type de paysage appartenant au genre Palibinia. Les arbres de Mongolie et de Chine comprennent des bouleaux, des ormes, des chênes et d'autres arbres à feuilles caduques, tandis que celles la Sibérie et du Kazakhstan ont également des noyers. Le district de Dera Bugti de l'actuel Pakistan avait une forêt sèche, tempérée à subtropicale.

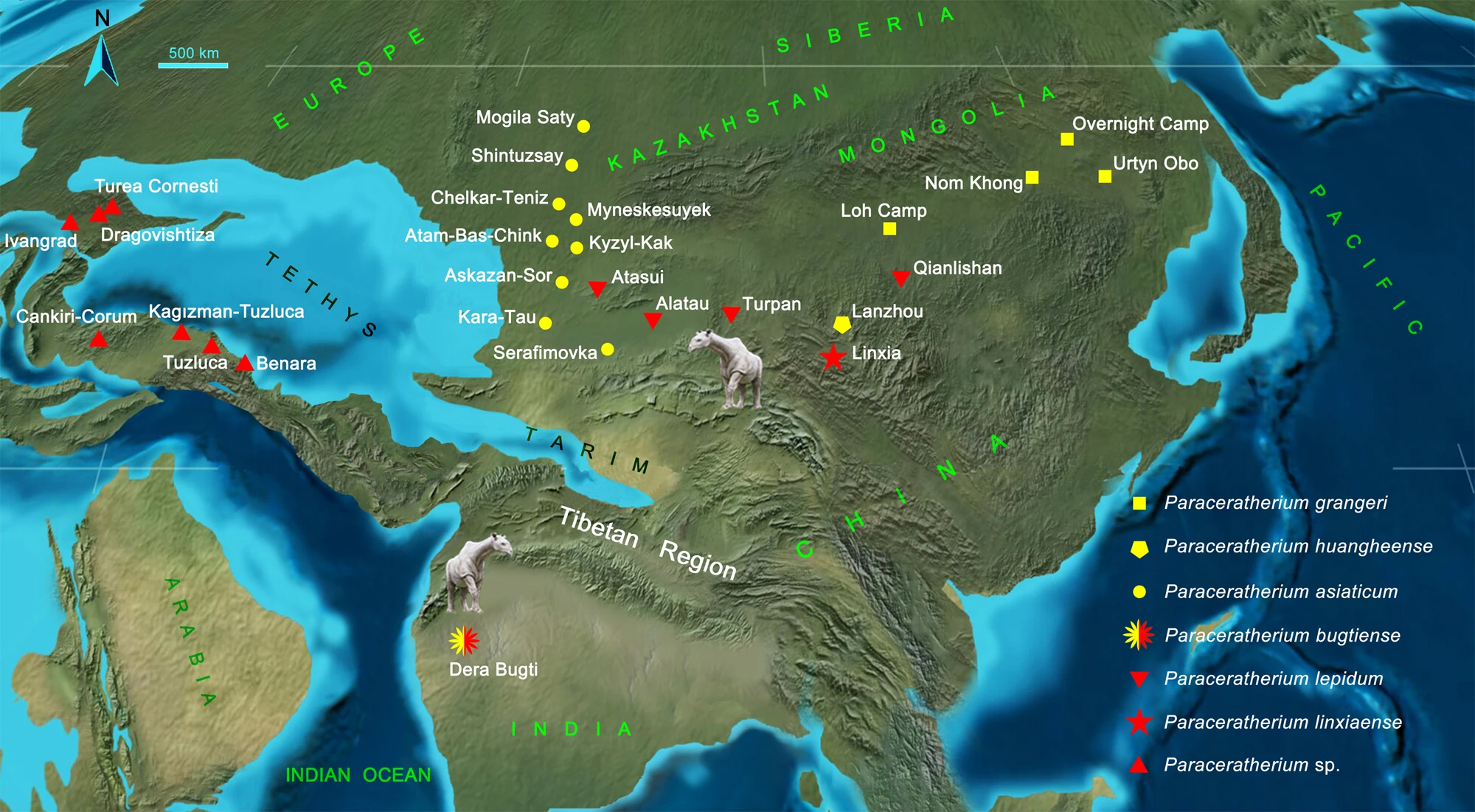
Carte montrant les lieux de découvertes des espèces de Paraceratherium au cours de l'Oligocène inférieur (en jaune) et supérieur (en rouge), d'après Tao Deng, 2021.

Deng et ses collègues spéculent sur la paléobiogéographie de Paraceratherium sur la base de leur analyse phylogénétique en 2021 : ils découvre que P. bugtiense est la seule espèce du genre représentée dans l'Oligocène de l'ouest du Pakistan, tandis que le genre est très diversifié sur le plateau mongol, au nord-ouest de la Chine, le nord du Kazakhstan jusqu'au plateau tibétain. Ils émettent l'hypothèse que P. asiaticum se serait dispersé vers l'ouest jusqu'au Kazakhstan au début de l'Oligocène à partir de la région ancestrale de la Mongolie, où vivait le membre le plus primitif du genre, P. grangeri, et que ses descendants pourraient avoir continué jusqu'en Asie du Sud sous le nom de P. bugtiense, se dispersant dans la région tibétaine. P. lepidum existait au Xinjiang et au Kazakhstan et P. linxiaense à Linxia, en Chine, à la fin de l'Oligocène, et il est possible que ces espèces sœurs de P. bugtiense aient pu migrer vers le nord en Asie centrale pendant la période où cette zone était devenue tropicale, étant aride au début de l'Oligocène. Cela implique que la région tibétaine n'était pas encore un plateau de haute altitude qui pourrait servir de barrière, et les grands animaux peuvent donc avoir pu se déplacer librement le long de la côte orientale de la mer de Téthys, et à travers les basses terres de la région, dont certains seraient peut-être en dessous de 2 000 mètres d'altitude lors de cette époque.

## Extinction
Les raisons pour lesquelles Paraceratherium s'est éteint après avoir survécu pendant environ 11 millions d'années sont inconnues, mais il est peu probable qu'il y ait eu une cause unique. Certaines théories attribuent leur grande taille au concept aujourd'hui obsolète d'évolution inadaptée, au changement climatique, aux changements de végétation et au faible taux de reproduction. Prothero et le zoologiste russe Pavel V. Poutchkov jugent ces causes improbables, car ces animaux ont réussi à survivre malgré ces difficultés pendant des millions d'années dans les conditions difficiles de leur environnement, et n'étaient guère plus grands que les plus imposants proboscidiens, aussi bien éteints comme actuels, confrontés à des conditions similaires,.
En 1995 et en 2001, le paléontologue polonais Andrzej H. Kulczicki et Poutshkov suggère plutôt que l'arrivée des gomphothères depuis l'Afrique à la fin de l'Oligocène (il y a entre 28 et 23 millions d'années) aurait pu considérablement modifier les habitats dans lesquels ils sont depuis entré, comme le font les éléphants d'Afrique de nos jours. Cela aurait rendu la nourriture plus rare pour Paraceratherium, et à mesure que leur nombre diminuait, ils seraient devenus plus vulnérables à d'autres menaces. En 2013, Prothero souligne que les gomphothères ne sont pas connus pour avoir généralement coexisté avec les indricothères, et qu'il n'existe aucune cooccurrence connue entre ces derniers et les grands déinothères, qui auraient été leurs concurrents les plus probables. Tout en avertissant que la véritable cause de leur extinction ne sera probablement jamais connue avec certitude, Prothero souline que le fait que les indricothères aient disparu au moment même où des grands prédateurs comme herbivores sont entrés en Asie au début du Miocène (il y a entre 23 et 16 millions d'années) ne serait pas une simple coïncidence.

### Lectures complémentaires
- Jean-Loup Welcomme et Éric Poindron, Sur les traces du géant, Paris, Flammarion, 2003, 319 p. (ISBN 978-2-080-68355-7)

### Vidéos
- (en) [vidéo] PBS Eons, « The Rise and Fall of the Tallest Mammal to Walk the Earth », sur YouTube.

### Télévision
- Le géant de la vallée perdue de Thierry  Machado, Canal+, 2001, 51 minutes [voir en ligne].